# Andrzej Mikołaj Gimbutt
Andrzej Mikołaj Gimbutt herbu własnego – podkomorzy starodubowski od 1710 roku, chorąży starodubowski w latach 1700-1710, podsędek starodubowski w latach 16199-1700, wojski starodubowski w latach 1693/1694-1699.
Był elektorem Augusta II Mocnego z powiatu starodubowskiego w 1697 roku. Poseł na sejm 1703 roku z powiatu starodubowskiego. 